# 宏颌鱼属
宏颌鱼属（意为“大嘴巴”）是生活在4.23亿年前的志留纪晚期的一类肉鳍鱼。在宏颌鱼属被发现之前，人们认为泥盆纪以前的有颚脊椎动物（有颌类）在大小和变异上都是有限的。宏颌鱼属目前只发现了颌骨，据估计它体长约1米（3英尺3英寸）。

## 发现与命名
宏颌鱼属的化石在云南曲靖宽堤组被发现。钝齿宏颌鱼的正模标本为IVPPV18499.1，是一个完整的左下颌骨。另外两个标本，IVPP V18499.2（部分左下颌骨）和IVPP V18499.3（右上颌骨）被认为属于该物种。
宏颌鱼属的属名在希腊语中意为“大嘴”，词源为megalos（大）和mastax（嘴巴）。这个物种的种加名amblyodus可翻译为“钝牙”。

## 描述

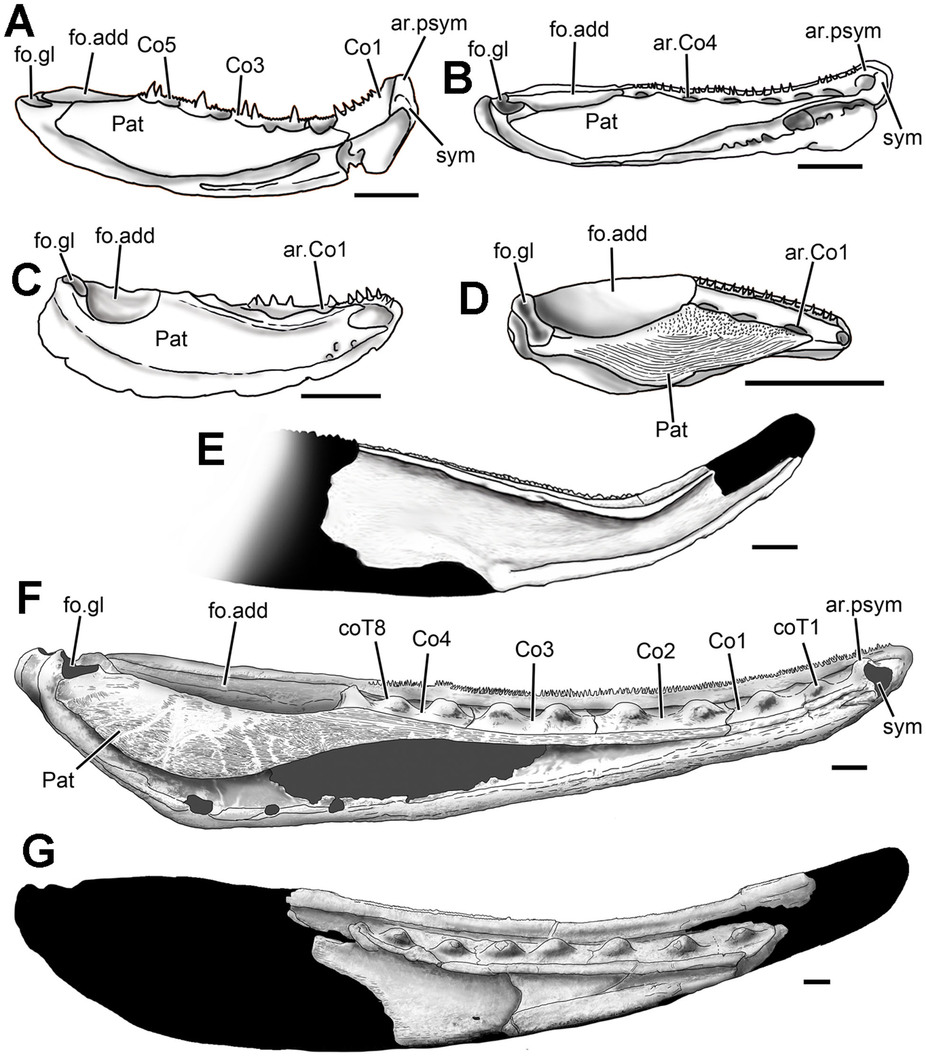
宏颌鱼属的下颚 (F,G) 与其他志留纪时期的有颌鱼类的对比

宏颌鱼属的颌骨、冠状板、前关节骨和双凹关节窝使得它可以被确认为是一种肉鳍鱼，这些是独特的早期有颚鱼类的颌骨和牙齿结构。虽然大多数早期的硬骨鱼类在下颌边缘只有一排锋利的边缘牙齿，但宏颌鱼属有两排边缘小牙齿。此外，宏颌鱼属独特地有一排大而钝的牙齿，在每个下颌骨的内侧边缘融合成四个冠状骨。类似的属，如斑鳞鱼属和鬼鱼属，在它们的五个冠状体上有锋利的尖牙，而孔鳞鱼目和四足形类动物则有象牙状的牙齿和三个冠状体。
以泥盆纪硬骨鱼类的体形图为指导，可以估计宏颌鱼属的下颌骨占全身长度的五分之一到七分之一。如果这是真的，那么IVPP V18499.1的长度为0.65–0.9米（2英尺2英寸–2英尺11英寸），而IVPP V18499.2的长度为0.87–1.22米（2英尺10英寸–4英尺0英寸）。考虑到这些巨大的估计值，宏颌鱼属是已知最大的志留纪脊椎动物。

## 古生物学

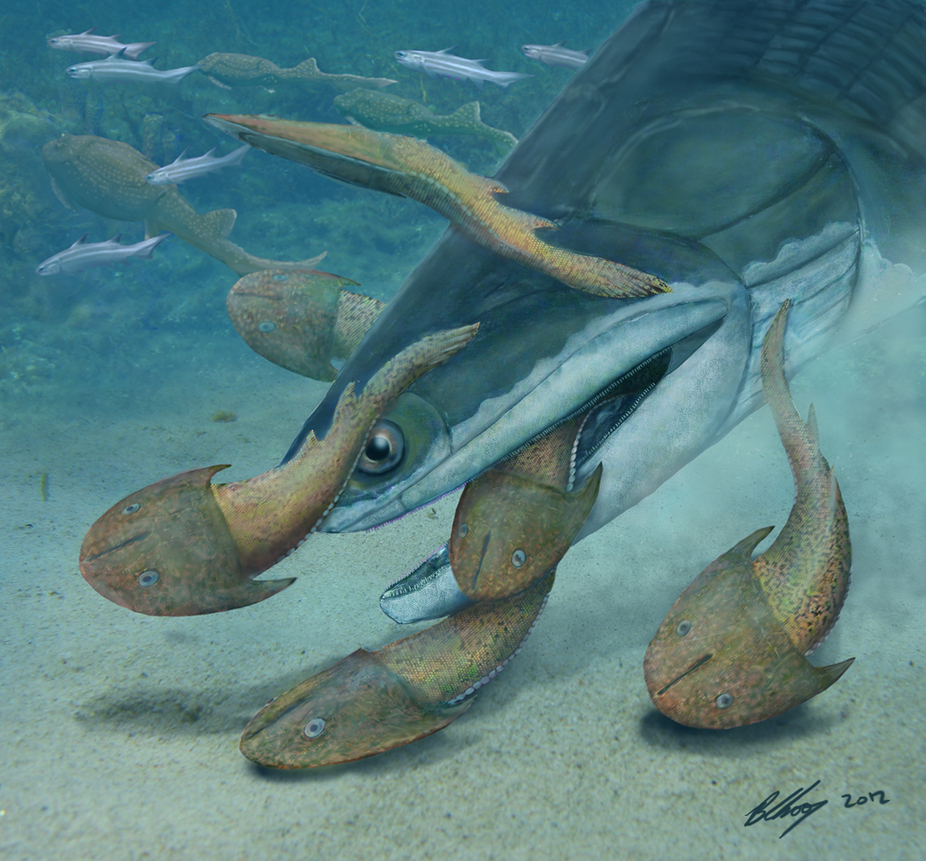
一条宏颌鱼正在捕食一群盾鱼

宏颌鱼属长着圆形的冠状牙齿，可能以长着硬壳的动物为食。现存的拥有这种牙齿的鱼类，如眼斑鳗狼魚和虎鲨，通常在颚前部有这样的牙齿，与冠状体分开。宏颌鱼属与这些鱼类的不同之处在于它的牙齿和冠状体贯穿整个颚部，这可能仅仅是由于它们采用了不同的方法捕获猎物所致。而志留纪脊椎动物体型较小，传统上被视为是志留纪时期大气含氧量低的标志（大型脊椎动物容易缺氧）。最近的研究分析表明，在志留纪，陆生植物比以前所认为的更加成熟，并提供了一种以前未知的氧气来源。此外，新的古生代大气模型表明，在志留纪末期，大气氧含量水平实际上在现代水平附近。尽管还不能确定宏颌鱼属的大型化是这种大气趋势的结果，但在这一时期出现如此大型的鱼类确实削弱了一种论点，即缺乏大型脊椎动物可以作为志留纪时期大气氧含量低的证据。

## 古生态学
晚志留世时期的中国出现了多种带硬壳的动物，包括腕足动物、软体动物、三叶虫，甚至还有长着外骨骼的鱼类如盾皮鱼纲和盔甲鱼纲等。由于其体型庞大和捕食性的生活方式，宏颌鱼属被认为是地球上第一种成为顶级掠食者的脊椎动物。